# Ohrräude

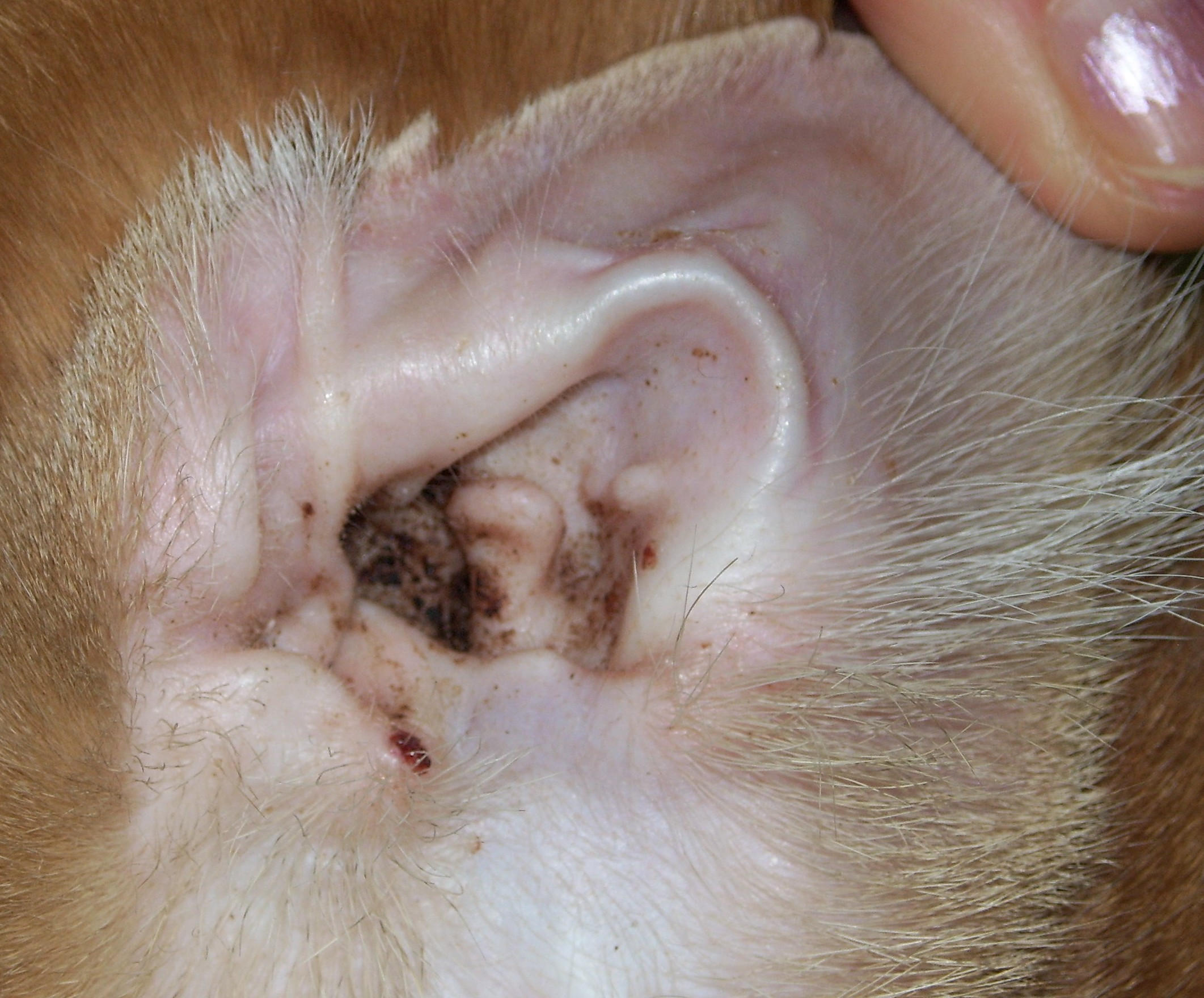
Ohrräude bei einer Katze mit typischem bräunlich-krümeligen Sekret

Als Ohrräude (Otitis externa parasitaria) bezeichnet man den Befall der Ohrmuschel und des äußeren Gehörgangs mit bestimmten Milben der Gattungen Psoroptes, Otodectes und Chorioptes. Die entsprechenden Vertreter dieser Gattungen parasitieren nahezu ausschließlich am Ohr, lediglich bei sehr schwerem Befall können sie ihr Befallsgebiet auch auf andere Kopf- (Kopfräude) und Körperpartien ausdehnen. Andererseits können sich auch andere, nicht auf das Ohr spezialisierte Räudemilben am Ohr manifestieren, für diese Erkrankung ist der Begriff „Ohrräude“ jedoch nicht üblich.

## Erreger
| Ohrmilbe           | befallene Tierart                       | Bemerkungen                                              |
| ------------------ | --------------------------------------- | -------------------------------------------------------- |
|                    | Katzen                                  | sehr häufig, selten auch Übergang auf Menschen (Zoonose) |
| Hunde              | selten                                  |                                                          |
| Marder             | häufig bei Jungtieren in Gruppenhaltung |                                                          |
| Rotfuchs           |                                         |                                                          |
|                    | Kaninchen                               | auch bei Pferden und Wiederkäuern (Ziegen, Rehe)         |
| Notoedres cati     | Igel                                    | Erreger der Kopfräude der Katze                          |
| Chorioptes texanus | Ziege                                   |                                                          |

## Klinisches Bild
Eine Ohrräude ist mit meist schweren, borkigen Hautveränderungen der Ohrmuschelinnenseite und des Gehörgangs verbunden. Der Befall mit Otodectes cynotis ruft dicke, krümelige schwarzbraune Krusten hervor, die durch die vermehrte Bildung von Ohrenschmalz und Exsudaten als Reaktion auf den Speichel der Milben entstehen. Bei Psoroptes cuniculi dominieren blätterteigartige Krusten. Betroffene Tiere zeigen starke Unruhe und Juckreiz, der bis zur Selbstverstümmelung führen kann. Bei Hunden kann so ein Blutohr (Othämatom) entstehen.
Als Komplikation kann die Ohrentzündung das Trommelfell durchbrechen und auf das Mittel- und Innenohr, die Hirnhäute oder das Gehirn übergreifen. Eine bakterielle Sekundärinfektion der geschädigten Haut des Gehörgangs ist häufig.
Die Diagnose lässt sich bereits mit einem Otoskop stellen, mit dem die Milben als dunkle bewegliche Punkte im Gehörgang auszumachen sind. Mit einer mikroskopischen Untersuchung eines Abstriches aus dem Ohr, lässt sich die Diagnose absichern. Unter dem Mikroskop lässt sich zudem erkennen, um welche Milbenart es sich handelt.

## Behandlung
Die Behandlung erfolgt durch gründliches Reinigen der Ohren und Entfernen der Krusten. Die Milbenbekämpfung erfolgt über milbenabtötende (akarizide) Wirkstoffe, wie Ivermectin (nicht bei Hunden mit MDR1-Defekt), Doramectin oder Selamectin. Häufig werden die Wirkstoffe über sogenannte Spot-on-Präparate verabreicht, welche in den Nacken des Tieres getröpfelt werden. Ivermectin kann sowohl lokal als auch systemisch verabreicht werden, die anderen beiden Avermectine werden systemisch verabreicht. Auch eine orale Behandlung mit Fluralaner ist möglich. Lokal angewendet ist auch Fipronil wirksam, der Wirkstoff sollte jedoch nicht bei Kaninchen eingesetzt werden. Gegen die bakterielle Sekundärinfektion werden antibiotische Ohrentropfen verabreicht. Weitere im Haushalt lebende Hunde und Katzen sollten mitbehandelt werden, um eine gegenseitige Ansteckung zu verhindern. Bei einer konsequenten Behandlung ist die Prognose von Ohrmilben beim Hund günstig.